# Salacia alba
Salacia alba is een hydroïdpoliep uit de familie Sertulariidae. De poliep komt uit het geslacht Salacia. Salacia alba werd in 1911 voor het eerst wetenschappelijk beschreven door Fraser. 